# Charles Peacock & Company
Charles Peacock & Company Limited war ein britischer Hersteller von Automobilen.

## Unternehmensgeschichte
Das Unternehmen hatte seinen Sitz an der Clerkenwell Road 35 in London. Ab 1902 entstand Zubehör für Automobile. 1903 begann die Produktion von Automobilen. Der Markenname lautete Carpeviam. Etwa 1905 endete die Produktion.

## Fahrzeuge
Das Unternehmen stellte Dreiräder her. Ein Einzylindermotor mit 3,5 PS Leistung trieb über eine Kette das einzelne Hinterrad an. Das Getriebe hatte zwei Gänge. Die offene Karosserie bot Platz für zwei Personen nebeneinander. Der Preis betrug 99 Pfund. Ein Dach in Form eines Baldachins kostete 3,50 Pfund Aufpreis.